# Henry D. Washburn
Henry Dana Washburn (Woodstock, 28 de marzo de 1832-Clinton, 26 de enero de 1871) fue un congresista de Indiana y un general de división del Ejército de la Unión durante la Guerra de Secesión.

## Biografía
Nacido en Woodstock, en el estado de Vermont, Washburn fue convirtió en curtidor y curtidor, y enseñó en la escuela durante varios años. Se mudó al condado de Vermillion en 1850. Se graduó de la Facultad de Derecho Nacional y del Estado de Nueva York y fue admitido en el Colegio de Abogados en 1853. Comenzó a ejercer la abogacía en Newport. Al ingresar a la política, se desempeñó como auditor del condado de 1854 a 1861.
Con el estallido de la Guerra de Secesión, se alistó en el Ejército de la Unión el 16 de agosto de 1861, sirviendo como teniente coronel del 18.º Regimiento de Infantería Voluntaria de Indiana. Se distinguió en la Batalla de Pea Ridge al liderar al un contraataque para recuperar dos cañones perdidos de la batería Peoria. Posteriormente fue ascendido a coronel y se le dio el mando del regimiento el 15 de julio de 1862.
Después de la guarnición de Misuri durante el otoño y el invierno, el 18.º Regimiento se unió al ejército de Ulysses S. Grant, con el que intentó cruzar el río Misisipi y apoderarse de la ciudad de Vicksburg. También luchó en Port Gibson y Champion Hill y participó en el sitio de Vicksburg, donde comandó una brigada elogiada por sus valientes acciones durante el asalto inicial a la fortaleza enemiga en mayo de 1863. Tras el exitoso final de la operación de Vicksburg, la brigada de Washburn permaneció con el XIII Cuerpo de Ejército involucrado tanto en operaciones como en el río Teche y en la exitosa captura de varios fuertes rebeldes. En enero de 1864, fue enviado a Virginia, donde participó en varias escaramuzas de alta intensidad. En agosto de 1864, se incorporó a la 4.ª Brigada, 2.ª División (Grover) del XIX Cuerpo de Ejército de Emory.
Durante la campaña de Sheridan para limpiar el valle de Shenandoah, Washburn estuvo al mando de la 4.ª Brigada durante los intensos combates en las batallas de Opequon, Fisher's Hill y Cedar Creek. El 12 de diciembre de 1864, el presidente Abraham Lincoln lo nombró brigadier general brevet de voluntarios, a partir del 15 de diciembre de 1864, y el Senado lo confirmó el 14 de febrero de 1865. En el invierno de 1864 a 1865, el Decimonoveno Cuerpo guardó el área de Savannah mientras participaba en incursiones en zonas controladas por los rebeldes. Se reunió el 26 de agosto de 1865. El 4 de mayo de 1866, el presidente Andrew Johnson nominó a Washburn para el cargo de general mayor de voluntarios brevet, para clasificar a partir del 13 de marzo de 1865, por servicio valiente y meritorio durante la guerra y el Senado confirmó el nombramiento el 18 de mayo de 1866.
Después de la guerra, Washburn reanudó su práctica legal y regresó a la política. Él impugnó con éxito como republicano la elección de Daniel W. Voorhees al trigésimo noveno Congreso. Fue reelegido para el cuadragésimo Congreso y sirvió desde el 23 de febrero de 1866 hasta el 3 de marzo de 1869. No fue candidato a la renominación en 1868 al cuadragésimo primer Congreso.
Fue nombrado agrimensor general de Montana en 1869 y sirvió hasta su muerte. En 1870 encabezó la Expedición Washburn-Langford-Doane para explorar lo que se convertiría en el parque nacional Yellowstone. El monte Washburn, ubicado dentro del parque, lleva su nombre.
Washburn regresó a Clinton, en el estado de Indiana, donde murió el 26 de enero de 1871. Fue enterrado en el cementerio de Riverside.